# Dům U Dvou slunců
Dům U Dvou slunců je řadový měšťanský dvojdům čp. 233/III na pražské Malé Straně, stojí na jižní straně Nerudovy ulice, dvorem a zadním traktem sahá do Janské ulice. Má orientační číslo 47. Dům je od roku 1958 zapsán do státního seznamu chráněných nemovitých památek. stejně jako celé historické centrum. V domě žil v letech 1845–1857 Jan Neruda. V přízemí se nachází stylový hostinec U dvou slunců.

## Historie a popis

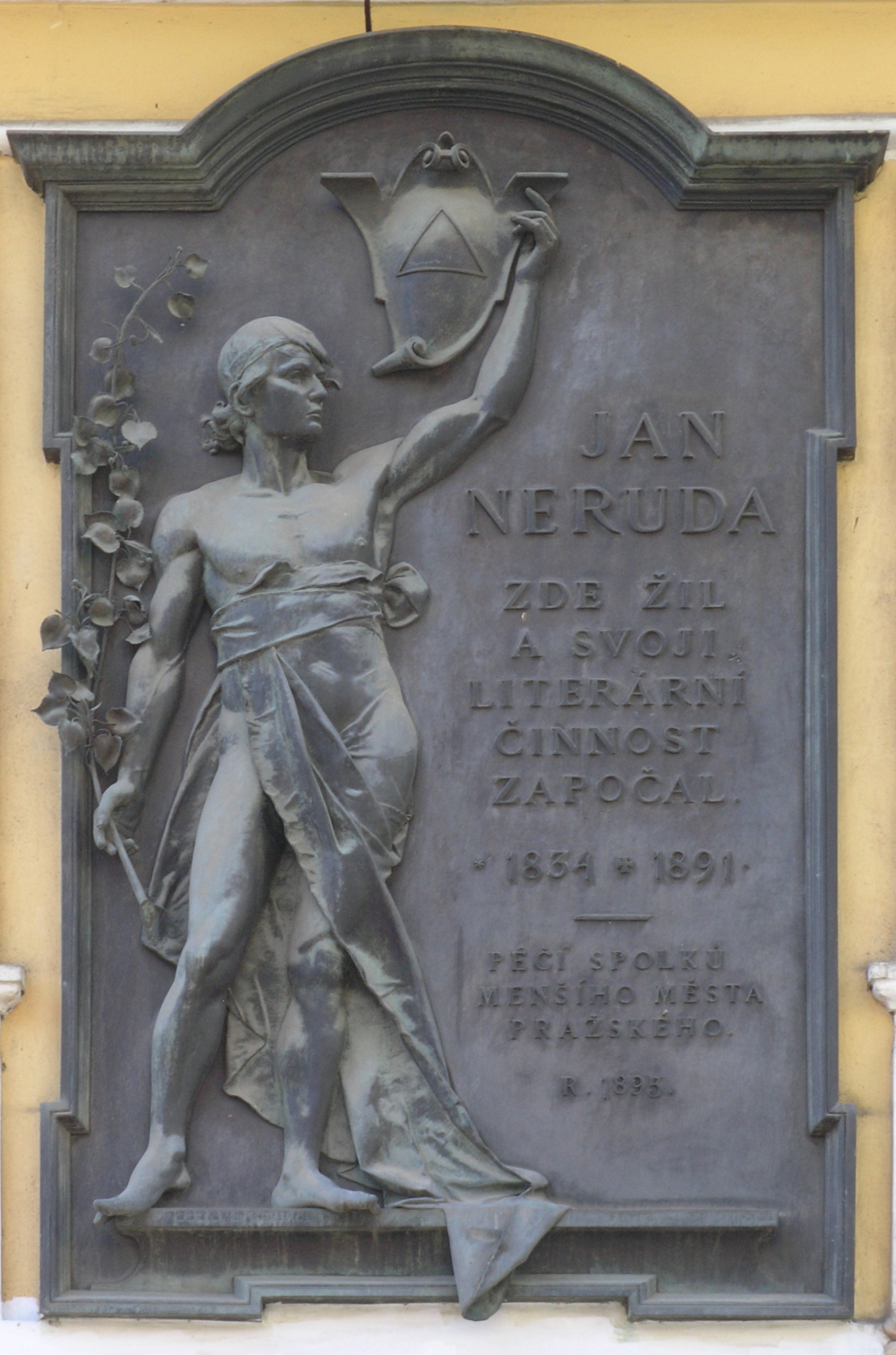
Pamětní deska, podle návrhu Viktora Olivy a modelu V. R. Smolíka (1904)

Městiště tohoto domu bylo ve středověku volným prostranstvím před Strahovskou branou na trase Královské cesty k Pražskému hradu. Základy a obvodové zdivo renesanční stavby s bosovaným portálem hlavního průčelí náležely k domu ze začátku 17. století, kdy byly spojeny dva dosud samostatné domy. K roku 1614 renesanční dům patřil manželce rytíře Bohuslava Hrobčického staršího z Hrobčic, který byl za účast na stavovském povstání roku 1621 odsouzen ke ztrátě veškerého jmění. Po třicetileté válce dům kolem roku 1650 vlastnil pekař Jan Toma, který již užíval domovní znamení U Dvou slunců. Mezi lety 1673–1690 cena nemovitosti výrazně vzrostla přestavbou renesanční stavby na barokní dům se dvěma volutovými štíty v průčelí. Z této doby pochází kamenné a štukové domovní znamení v podobě kartuše lemované akantovými ratolestmi, se dvěma slunečními kotouči s lidskou tváří, s christogramem IHS a nahoře s hlavičkou andílka. Mezi vlastníky domu se zde vystřídaly dvě generace dvorních zlatníků z rodu Diesbachů a Leopold Lichtenschopf. V polovině 19. století byla ještě na místě terasové zahrádky provedena přístavba dvorního traktu domu do Janské ulice.

## Pobyty rodiny Nerudových
- Básník, prozaik a novinář Jan Neruda žil v tomto domě společně s otcem Antonínem Nerudou a matkou Barborou.[6] V přízemí rodina obývala malou světnici s oknem do dvora, místnost byla oddělena přepážkou od jejich krámku s tabákem s dveřmi do ulice. Na fasádu prvního patra domu byla vsazena a 29. září 1895 slavnostně odhalena
- bronzová pamětní deska s reliéfní postavou slovanského pěvce Lumíra, držícího lipovou ratolest a znakový štít s trojúhelníkem svobodného zednářství, k němuž se Neruda hlásil. Text: „JAN NERUDA/zde žil a svou literární činnost započal. /1834–1891.“ Reliéf podle návrhu malíře Viktora Olivy vymodeloval Vincenc Rupert Smolík a odlil František Houdek. Deska je přes 2 metry vysoká a překrývá celé okno domu. Hlavním řečníkem slavnosti  byl básník Adolf Heyduk, tímto obřadem se také změnil název ulice z Ostruhové na Nerudovu.[7]
- Další domy v Nerudově ulici, spojené s básníkem: V letech 1839–1841 žila rodina Antonína Nerudy v domě U Osla v kolébce, Nerudova 244/25 (i Jánský vršek 8), vlastnila tam hokynářství, které inspirovalo k povídce Týden v tichém domě. Dále to byl dům U Tří černých orlů, Nerudova 225/44, kam se Neruda přestěhoval po otcově smrti v roce 1857.[8]